# Museo Tecnológico de la Comisión Federal de Electricidad
El Museo Tecnológico de la Comisión Federal de Electricidad (MUTEC) fue inaugurado el 20 de noviembre de 1970 y cerrado definitivamente en septiembre de 2015. Estuvo enfocado originalmente en la rama de la energía eléctrica. El MUTEC se encontraba localizado en la 2a. sección del Bosque de Chapultepec en la Ciudad de México, México. El museo fue considerado como el primer museo interactivo de ciencias que se creó en Latinoamérica.
El MUTEC contaba con las siguientes salas:
- De Física, es una muestra interactiva para el aprendizaje de la Física y colapso de  la Matemática
- La casita del ahorro de energía eléctrica, es un modelo interactivo de una casa, donde se aprende como ahorrar energía eléctrica
- Electrópolis, Historia de los grandes inventos relacionados con la electricidad
- Pura Energía Pura, contiene información sobre los procesos de generación, transmisión,  distribución y comercialización de la electricidad
- RoboThespian, un robot es el encargado de interactuar con los visitantes. El humanoide es totalmente interactivo y completamente articulado Es el cuarto en el continente, y el primero en América Latino que se emplea con dicho fin.
- Jardín Tecnológico, cuenta con diversos juegos y elementos interactivos, que se relacionan con la Física, la Lógica Matemática, la Topología, la Astronomía, la Geología y la Música.

## Planetario

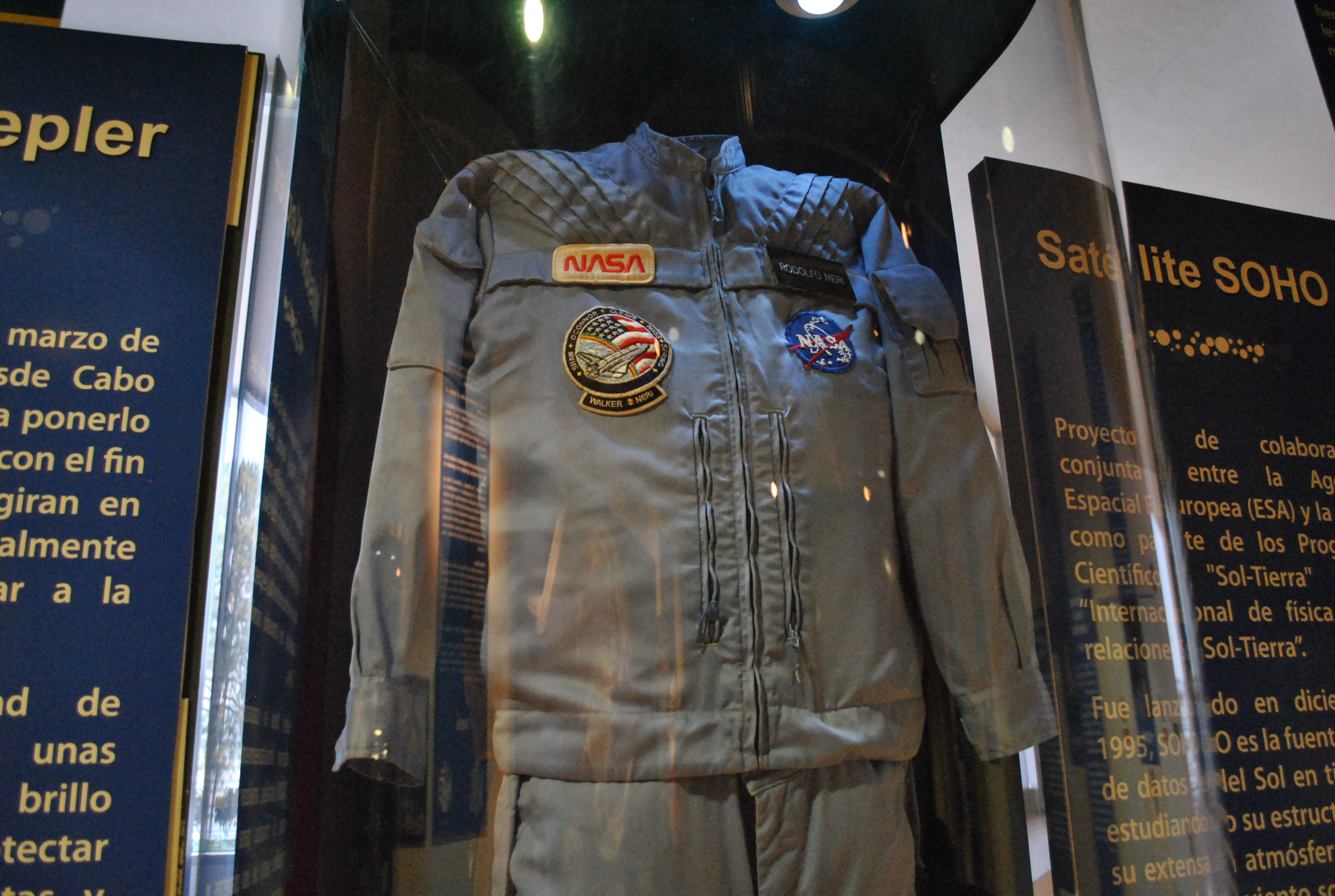
Traje del astronauta Rodolfo Neri Vela, conservado en el museo.

El 29 de mayo de 2009 el presidente de México Felipe Calderón Hinojosa y el primer astronauta mexicano Rodolfo Neri Vela inauguraron el Planetario del MUTEC.

## Cierre del MUTEC
En septiembre de 2015, el MUTEC cerró sus instalaciones para la creación de Museo Nacional de Energía y Tecnología (MUNET) que lo sustituiría. No se tiene una fecha clara de la apertura del MUNET ni existe un avance en las obras para creación del mismo.